# 연지초등학교
연지초등학교는 대한민국 부산광역시 부산진구 연지동에 있는 공립 초등학교이다.

## 학교 연혁
- 1962.03.09	성지국민학교에서 분리개교
- 1967.11.06	교사16개교실개축
- 1974.03.01	초읍국민학교 분리(61학급)
- 1983.03.01	연학국민학교 분리(67학급)
- 1998.02.01	본관 신축공사 완공
- 2000.01.10	교내전산망구축
- 2001.08.31	방송실 시설 설비 개수 확장
- 2001.11.13	본관증축공사준공
- 2002.05.03	도서실확충정비
- 2003.05.25	총동창회 창립총회 개최
- 2003.09.30	본관컴퓨터실(2실)준공이전
- 2005.06.23	낙우송독서공원개장
- 2011.03.18	엘리베이터 완공
- 2014.04.25	방송실 현대화 사업 및 지혜방 구축
- 2018.09.05	도서관 독서환경개선사업
- 2019.03.01	제20대 윤언중 교장 부임
- 2020.02.21	제57회 졸업식(누계 24,417명 졸업)

## 참고 자료
- 연지초등학교 - 한국교육학술정보원 학교알리미